# Risalamande
Le risalamande (dérivé du français « riz à l'amande ») est un dessert traditionnel servi à Noël au Danemark ainsi qu'en Suède et en Norvège.
Il est fabriqué à partir de riz au lait mélangé à de la crème chantilly, de la vanille et des amandes hachées. Il est habituellement servi froid avec un coulis aux cerises.
Ce dessert est également populaire en Suède sous l’appellation ris à la Malta et, en Norvège, dans une version plus particulière nommée riskrem, généralement servie avec un coulis de framboise. En Suède il y a une variante préparée avec des oranges, apelsinris.